# Duane Hanson

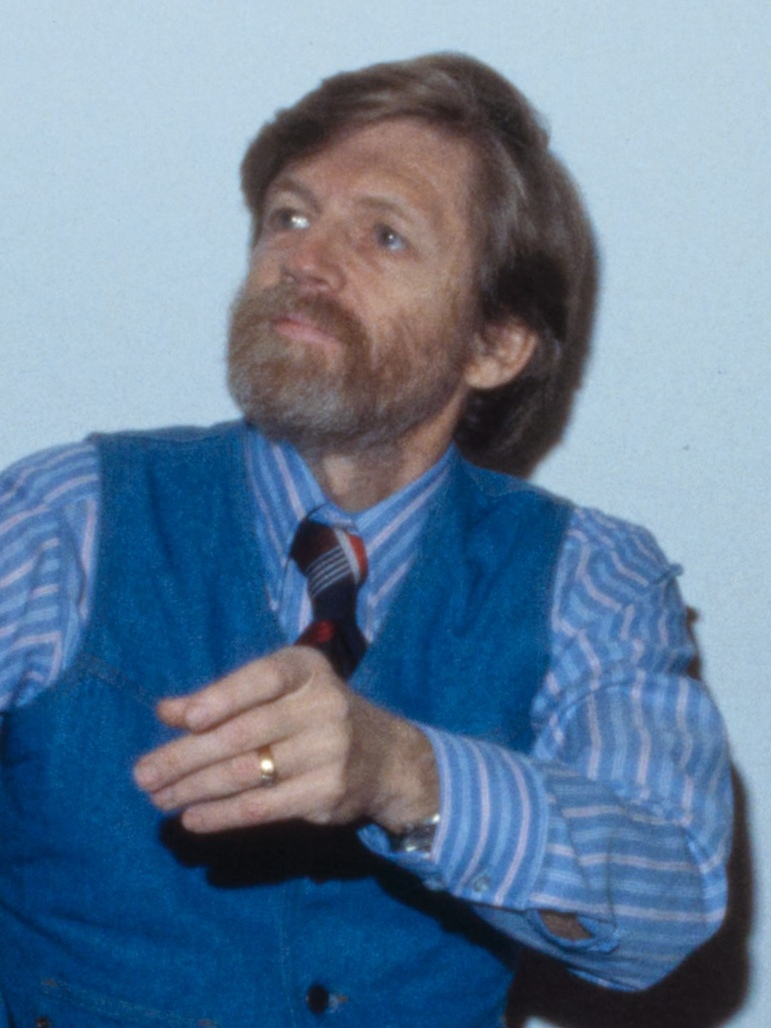
Duane Hanson (1978)

Duane Hanson (* 17. Januar 1925 in Alexandria, Minnesota; † 6. Januar 1996 in Boca Raton, Florida) war ein US-amerikanischer Künstler und einer der einflussreichsten Vertreter der amerikanischen Bildhauerei und Begründer des Hyperrealismus im Rahmen der Pop-Art-Bewegung.

## Leben
Duane Hanson war der Sohn einer Farmerfamilie. Er besuchte das Luther College in Decorah (Iowa) und studierte ab 1944 an der University of Washington Kunst im Hauptfach. 1945/46 war er am Macalester College (B.A. 1946) eingeschrieben, wo der Bildhauer Alonzo Hauser einer seiner Lehrer war. 1947 setzte H. das Studium an der University of Minnesota fort, und 1951 erwarb er den Master of Fine Arts an der Cranbrook Academy of Art in Michigan. Hier traf er den schwedischen Bildhauer Carl Milles. 1952 unterrichtete Hanson an der Wilton Junior High School in Wilton/Connecticut und ab 1953 in Europa an Schulen, die der amerikanischen Armee angegliedert waren. Er lebte von 1953 bis 1960 in Deutschland, in München und Bremen. 1961 ließ er sich in Atlanta/Georgia nieder und unterrichtete von 1965 bis 1969 am Miami-Dade Community-College.
Bereits in den späten 1960er Jahren, noch in seiner Heimat Florida, begann er lebensgroße menschliche Figuren herzustellen. Mit Hilfe der Materialien Glasfaser und Polyesterharz bildete er jede Hautfalte detailgenau nach. Wenn die Figuren fertig bearbeitet waren, vollendete Hanson sie mittels echter Kleidungsstücke, Perücken und Accessoires. So entstanden hyperrealistische Szenen aus dem amerikanischen Alltag, ein Spiegel des „American Way of Life“.
Von Beginn an griff Duane Hanson brisante Themen der amerikanischen Gesellschaft auf. So entheroisierte er in seinen Installationen Kriegsopfer oder thematisierte kritisch die Sanktionen der Öffentlichkeit bei Abtreibungen. Seine Werke reagierten oft auf das, was außerhalb der Museen in der amerikanischen Gesellschaft vor sich ging. So schien es, als habe Hanson einen Ausschnitt der Wirklichkeit ins Museum geholt. So auch im Zusammenhang mit der Rassentrennung in den Südstaaten der USA im Jahr vor dem tödlichen Attentat auf Martin Luther King: Eines seiner bedeutendsten Werke, Policeman and Rioter von 1967, zeigt einen weißen Polizisten, der auf einen Schwarzen einschlägt.
Weitere wichtige Themen und Werke sind Menschen auf der Straße (Bowery Relicts, 1969), Menschen beim Konsum (Florida Shopper, 1973), misshandelte Frauen, Frauen beim Putzen und Einkaufen (Supermarket Lady, 1970), Putzfrau (1972, Staatsgalerie Stuttgart), Frau mit Umhängetasche (1974), Seated Child (1974, Museum Boijmans Van Beuningen, Rotterdam). Als aufstrebender Künstler zog Hanson nach New York. Typisch amerikanische Probleme – wie Rassenhass und Folgen des Vietnamkriegs – fanden ihren Ausdruck in seinen Werken. Das Lebensgefühl dieser Zeit in den USA lässt sich aus den Gesichtern der Mittelschicht nahezu erschreckend genau ablesen.
Duane Hanson war ein wichtiger Vertreter der sozialkritischen Kunst. Er zeigte keinerlei Abneigung gegen die von ihm dargestellten Menschen, sondern legte Sympathie und Einfühlungsvermögen an den Tag, indem er ihre Resignation, Müdigkeit und Verzweiflung darstellt.
Wenngleich seine Szenen zu einem gewissen Teil Fiktion sind, so ist sein Werk doch in der Tradition von wichtigen Vertretern der „Sozialdokumentarischen Fotografie“, wie beispielsweise dem Fotografen W. Eugene Smith, anzusiedeln.

## Ausstellungen (Auswahl)
- 1972: Teilnehmer der Documenta 5 in Kassel in der Abteilung Realismus
- 1974: Württembergischer Kunstverein Stuttgart: Duane Hanson. Eine Retrospektive.
- 1990: Kunsthalle Tübingen, Duane Hanson. Skulpturen, 24. November 1990 – 10. Februar 1991
- 2001: Duane Hanson – More than Reality, Galerie der Stadt Stuttgart / Kunstmuseum Stuttgart
- 2010/2011: „Unheimliche Wirklichkeiten – Duane Hanson und Gregory Crewdson“ im Museum Frieder Burda, Baden-Baden
- 2022/23: Jubiläumsausstellung 25 Jahre Fondation Beyeler Special Guest Duane Hanson, Fondation Beyeler